# ॺ
Cette page contient des caractères spéciaux ou non latins. S’ils s’affichent mal (▯, ?, etc.), consultez la page d’aide Unicode.
ॺ, appelé ya lourd et transcrit y̌, est une consonne de l’alphasyllabaire devanagari.

## Utilisation
Le ya lourd ‹ ॺ › est utilisé en sanskrit védique, par exemple dans le mot कुर्ॺात् (kury̌āt) — कुर्यात् kuryāt dans d’autres dialectes.
Dans la tradition Mādhyandina du Vājasaneyisamhitā, le y en début d’énoncé est produit comme j ([dʒ]), ainsi que le y en début de mot après une voyelle ou quand il est doublé, par exemple dans yajñena yajñam atanvata, les deux premiers mots sont prononcés avec un j- initial et vīryyam est prononcé avec -rjja-. Cette prononciation est représentée à l’aide d’un ya barré ‹ ॺ › ou d’un ya pointé ‹ य़ ›.

## Représentations informatiques
| formes | représentations | chaînes de caractères | points de code | descriptions                                          |
| ------ | --------------- | --------------------- | -------------- | ----------------------------------------------------- |
| pleine | ॺ               | ॺ                     | U+097A         | lettre devanagari ya lourd                            |
| morte  | ॺ्               | ॺ◌्                    | U+097A U+094D  | lettre devanagari ya lourd, symbole devanagari virama |

## Sources
- (en) George Cardona, « Sanskrit », dans George Cardona et Dhanesh Jain, The Indo-Aryan languages, Routledge, 2003, 115–178 p. (ISBN 978-0-700-71130-7 et 978-0-415-77294-5)
- (en) Michael Everson (rédacteur), Peter Scharf (rédacteur), Michel Angot, R. Chandrashekar, Malcolm Hyman, Susan Rosenfield, B. V. Venkatakrishna Sastry et Michael Witzel, Proposal to encode 55 characters for Vedic Sanskrit in the BMP of the UCS (no N3366, L2/07-343), 18 octobre 2007 (lire en ligne)